# Saint John, New Brunswick
Saint John är en stad i New Brunswick i Kanada. Folkmängden uppgick 2011 till 70 063. Det finns en flygplats nära staden. 

### Fotnoter
1. ↑  ”Census Profile” (på engelska). Statistics Canada. 14 mars 2011. http://www12.statcan.gc.ca/census-recensement/2011/dp-pd/prof/details/page.cfm?Lang=E&Geo1=CSD&Code1=1301006&Geo2=PR&Code2=13&Data=Count&SearchText=Saint%20John&SearchType=Begins&SearchPR=01&B1=All&Custom=. Läst 2 februari 2014.